# 라바시
라바시(아르메니아어: լավաշ, 페르시아어: لواش, 튀르키예어: lavaş 라바슈[*])는 아르메니아에서 처음 만들어진 부드럽고 납작한 납작빵이다. 캅카스, 이란, 터키, 레바논 지방에서도 유명하다.

## 개요
전통적으로 라바시 반죽을 펼 때에는 얇고 평평하게 펴고 편 뒤에는 반죽을 오븐의 뜨거운 면 가까이에 갖다 댄다. 이렇게 만들어진 빵은 갓 만들어졌을 때에 유연하지만 곧 수분을 잃고 딱딱해진다. 갓 만들어진 부드러운 라바시는 샌드위치를 만들 때 쉽게 쓸 수 있다. 하지만 만들어진 지 시간이 꽤 지난 딱딱한 라바시는 장기적으로 저장해 놓을 수 있고 이스트가 들어간 빵을 대신해서 아르메니아 사도교회의 성찬에 오르기도 한다.
아르메니아의 많은 마을에서는 마른 라바시들이 후에 먹기 위해서 높이 쌓여 있으며, 특정한 때가 되면 빵을 다시 부드럽게 만들기 위해서 많은 빵을 한꺼번에 물에 적신다. 이런 과정을 거치고 남은 라바시는 이란에서 다른 음식을 만들기 위해서 쓰인다. 아르메니아에서는 카시를 만들기 위해 마른 라바시를 잘게 부수기도 한다. 반면 갓 만들어진 라바시는 코로밧을 싸기 위해 쓰인다. 또한 이란에서는 터키와 중동 지방의 라바시가 케밥과 함께 뒤름을 만들기 위해 쓰인다.
라바시는 밀가루, 물, 그리고 소금으로 만들어진다. 빵의 두께는 빵이 얼마나 펴졌는지에 따라 결정된다. 굽기 전 구운 참깨나 양귀비의 씨를 라바시에 뿌리기도 한다.
아르메니아, 아제르바이잔, 이란에서는 라바시가 가장 유명한 빵 종류이다. 카슈미르에서는 이 빵을 라바스라고 부른다. 카슈미르의 가장 간단한 빵 종류 중의 하나이기도 하다. 카슈미르인들은 라바시를 주로 아침에 정해진 양으로 섭취한다. 일부 카슈미르인들은 전통에 따라 라바시를 이웃들이나 친구, 또는 몇 촌 이내의 친척들에게 나누어 주기도 한다. 이 풍습은 많은 카슈미르인들에게 흔히 좋은 일과 풍부한 음식의 상징으로 알려져 있다.

## 같이 보기
- 아르메니아 요리
- 납작빵
- 바르바리
- 이란 요리
- 타프툰
- 아프간빵
- 마트나카시